# Classe Admiralty
La classe Admiralty (a volte riferita come classe Scott) fu una classe di cacciatorpediniere costruiti in Gran Bretagna tra il 1916 ed il 1917 con il cosiddetto War Emergency Programme. Ne erano programmate dieci unità ma solo 8 ne vennero completate. Una nave venne ceduta all'Australia. I nomi delle navi sono tutti di capi scozzesi.

## Il progetto
La classe era stata progettata come caccia conduttore di flottiglia, con un dislocamento di 1.500 t ben maggiore a quello dei cacciatorpediniere dell'epoca. La prima unità fu la HMS Scott; Le unità vennero apprestate con sollecitudine per il servizio di prima linea, ma non tutte furono pronte prima della fine delle ostilità. Originariamente era previsto solo armamento antinave, eccetto un singolo pezzo da 3" (76 mm) e tubi lanciasiluri. Da questa classe quasi dieci anni dopo venne costruita su licenza la spagnola classe Churruca: la somiglianza era tale che le unità spagnole spesso venivano scambiate per navi della Royal Navy.

## Unità
La maggior parte delle unità venne costruita nei cantieri della Cammell Laird, ed un paio presso Hawthorn Leslie and Company. Tranne la Scott affondata da un U-Boot, tutte sopravvissero al conflitto. Tranne la HMS Bruce affondata come bersaglio, tutte prestarono servizio nella seconda guerra mondiale come scorte ai convogli, anche se la HMAS Stuart partecipò alla battaglia di Capo Matapan come schermo per le navi da battaglia e portaerei della Royal Navy. Le unità nel vennero dotate di porcospino e mitragliere pom-pom quadrinate e nel 1944 la HMAS Stuart ormai obsoleta venne convertita in nave trasporto truppe e rifornimenti.
| Nome     | Impostazione | Varo | Entrata in servizio | Destino finale                                                                               |
| -------- | ------------ | ---- | ------------------- | -------------------------------------------------------------------------------------------- |
| Scott    | 1917         | 1917 | 1918                | Affondato il 15 agosto 1918 da un U-Boot al largo delle coste danesi                         |
| Bruce    | 1917         | 1917 | 1918                | affondato nel 1939 come bersaglio                                                            |
| Douglas  | 1917         | 1917 | 1918                | Scorta durante la seconda guerra mondiale, venduto per la rottamazione nel marzo 1945        |
| Campbell | Aprile 1917  | 1917 | 1918                | Scorta durante la seconda guerra mondiale                                                    |
| Mackay   | Aprile 1917  | 1918 | 1919                | Scorta durante la seconda guerra mondiale                                                    |
| Malcolm  | Aprile 1917  | 1918 | 1919                | Scorta durante la seconda guerra mondiale                                                    |
| Montrose | Aprile 1917  | 1918 | 1918                | Scorta durante la seconda guerra mondiale. Rottamato nel 1946.                               |
| Stuart   | Aprile 1917  | 1918 | 1918                | Trasferito alla RAN nel 1933. Scorta durante la seconda guerra mondiale. Rottamato nel 1947. |

Il progetto prevedeva la realizzazione di altre due unità, cancellate per il termine del conflitto.